# Ларедо Бру, Федерико
Федерико Ларе́до Бру́ (исп. Federico Laredo Brú; 23 апреля 1875, Ремедиос, провинция Вилья-Клара, Куба — 7 июля 1946, Гавана) — кубинский юрист и политик, восьмой президент Кубы в 1936—1940 годах. Фактически реальная власть в стране при нём находилась в руках Фульхенсио Батисты.

## Биография
Известно, что Ларедо-Бру окончил Гаванский Университет, а вскоре после этого поступил на службу в армию, где с октября 1896 до января 1899 года участвовал в Войне за независимость Кубы от Испании 1895—1898 годов, дослужился до звания полковника. В конце войны он был секретарём (1900), затем председателем (1907) суда Санта-Клары, а затем прокурором суда Гаваны (1910) и Верховным судьей, сыграл важную роль в составлении уголовного кодекса Кубы. 
Во время президентства Хосе Мигеля Гомеса был с 1911 года министром внутренних дел, но уже в марте следующего года подал в отставку. В 1913—1930 годах занимался юридической фирме в Сьенфуегосе. В 1933—1936 был государственным секретарём. После свержения и бегства Карлоса Сеспедеса был вице-президентом при президенте Мигеле Мариано Гомесе (с 20 мая по 24 декабря 1936). Последнему Конгресс объявил импичмент. 

## Президентство
После отставки Мигеля Гомеса занял пост президента Кубы. На посту президента провёл ряд важных реформ, в том числе обеспечил автономией Университет Гаваны, создал Военно-гражданский Институт, ряд министерств, технических служб и иных государственных структур. В 1937 году принял «Сахарный закон», защитив мелких торговцев от обнищания.
Ларедо-Бру способствовал организации учредительного собрания в 1939 году для разработки новой Великой хартии вольностей: все партии были призваны назначить новых делегатов в учредительное собрание, а доктор Рамон Грау Сан-Мартин был избран президентом того же собрания (впрочем, вскоре последовала отставка). После доктора Грау ассамблея избрала доктора Карлоса Маркеса Стерлинга новым президентом ассамблеи, новая конституция была обнародована 5 июня 1940 года. Известная в кубинской историографии как «Конституция 40-х годов», она считалась одной из лучших и наиболее прогрессивных конституций того времени.
Также Федерико Ларедо войдет в историю как президент, отказавший во въезде на Кубу пассажирам круизного лайнера «Сент-Луис», на борту которого находились более 900 еврейских беженцев. Из-за отказа президента лайнер был вынужден вернуться в Европу, где 254 человека, присутствовавшего на нём, закончили свою жизнь в нацистских концентрационных лагерях.
Его сменил Фульхенсио Батиста, у которого Ларедо-Бру возглавил министерство юстиции. Вышел на пенсию 10 октября 1944 года и неожиданно умер в Гаване 7 августа 1946 года.